# Solisorex pearsoni
Solisorex pearsoni — вид ссавців родини мідицевих. Це єдиний вид в межах роду Solisorex. Це ендемік Шрі-Ланки. Його природне середовище існування — субтропічні або тропічні сухі ліси та низинні луки. Йому загрожує втрата середовища проживання. Він названий на честь Джозефа Пірсона, директора музею Колумбо в 1910–1933 роках, який знайшов його 1 січня 1924 року.

## Опис
Розмір голови й тулуба разом становить 12–13 см, а хвоста — 6–7 см. Зверху темно-сірувато-коричневий, зі світлими кінчиками до волосків, знизу блідіший. Кігті передніх лап довгі, середній довжиною близько 5 мм. Передні лапи коричневого кольору, а хвіст темно-коричневий зверху і світліший знизу.

## Поведінка
Тварини мешкають лише в центральній частині Шрі-Ланки, де вони зустрічаються на висоті від 1100 до 1850 метрів. Про їхній спосіб життя відомо небагато. Великі кігті можуть свідчити про принаймні частково підземний спосіб життя.